# Коцюбинська селищна територіальна громада
Коцюбинська селищна територіальна громада — територіальна громада в Україні, в Бучанському районі Київської області. Адміністративний центр — селище Коцюбинське.
Площа громади — 1,89 км² (є найменшою за площею селищною територіальною громадою України), населення — 16 337 осіб (2020).
Утворена 12 червня 2020 року з Коцюбинської селищної ради Ірпінської міськради.
Громада є ексклавом Київської області на території міста Києва, з усіх боків оточена територією Святошинського району.

## Населені пункти
У складі громади 1 населений пункт — селище Коцюбинське.